# Arc romain de Cabanes

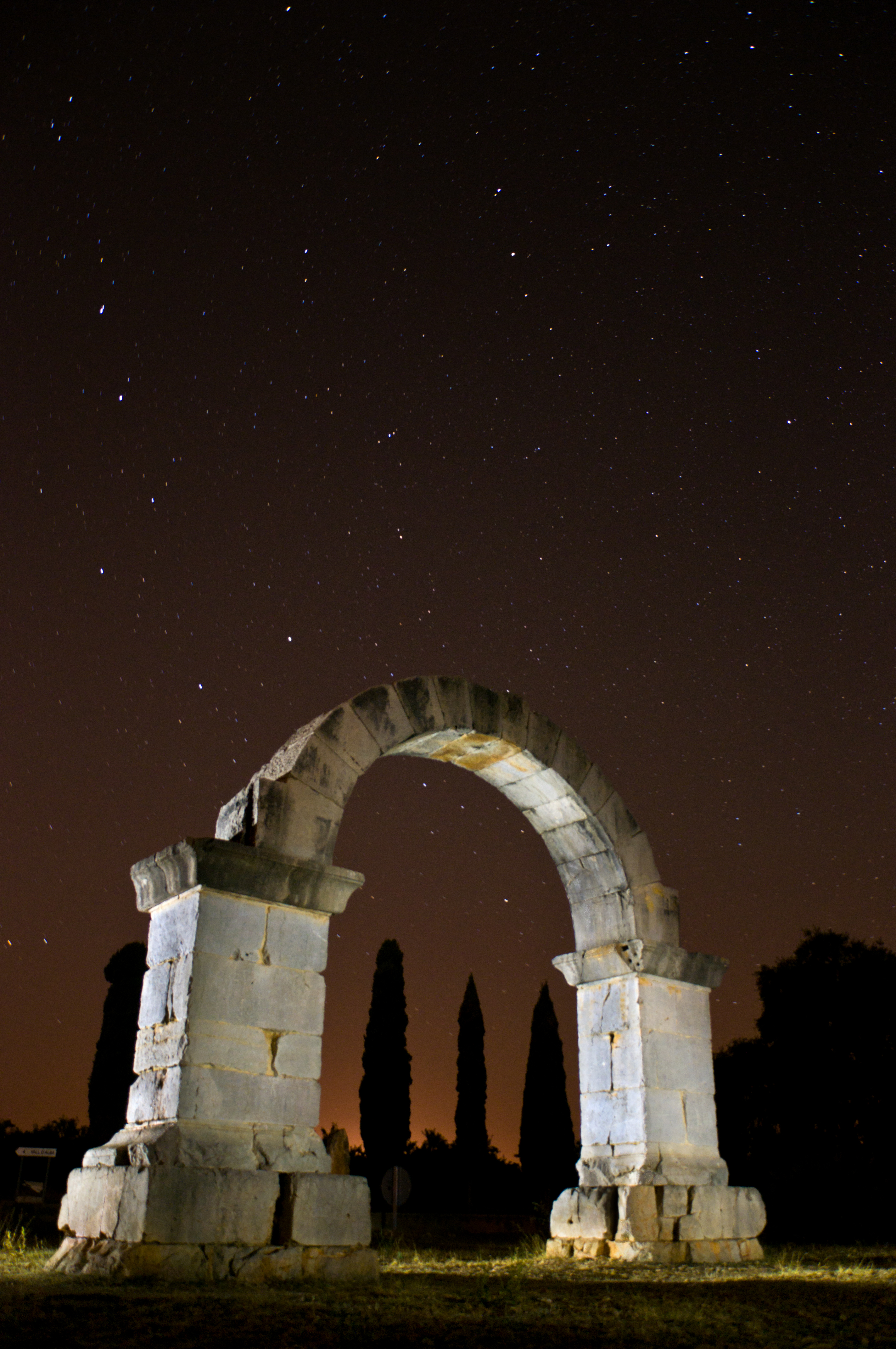
Vue de nuit

L'arc romain de Cabanes  est un vestige romain construit au IIe siècle par les Romains près de la Via Augusta à environ deux et demi kilomètres de Cabanes (province de Castellón - Espagne).

## Histoire
D'après les caractéristiques de sa construction et les modèles utilisés à l'époque romaine, on peut situer la date de sa construction autour du IIe siècle, grâce à la découverte au pied de l'arc de plusieurs pièces de monnaie de cette époque, en plus de sa ressemblance avec d'autres monuments contemporains. À cause de sa localisation géographique sur la via Augusta et de son éloignement de toute cité romaine ou limite administrative, le plus probable est qu'il s'agit de un arc privé à caractère honorifique-funéraire, associé à une villa rurale située près du monument.
L'arc romain de Cabanes a été déclaré Monumento Histórico-Artístico appartenant au Tesoro Artístico Nacional par Décret du 3 juin 1931, et depuis il a été l'objet de différentes interventions et programmes de conservation. En 2004, la municipalité de Cabanes a élaboré le Plan Especial de Protección de la Senda de los Romanos y del Arco de Cabanes pour sa protection.

## Architecture

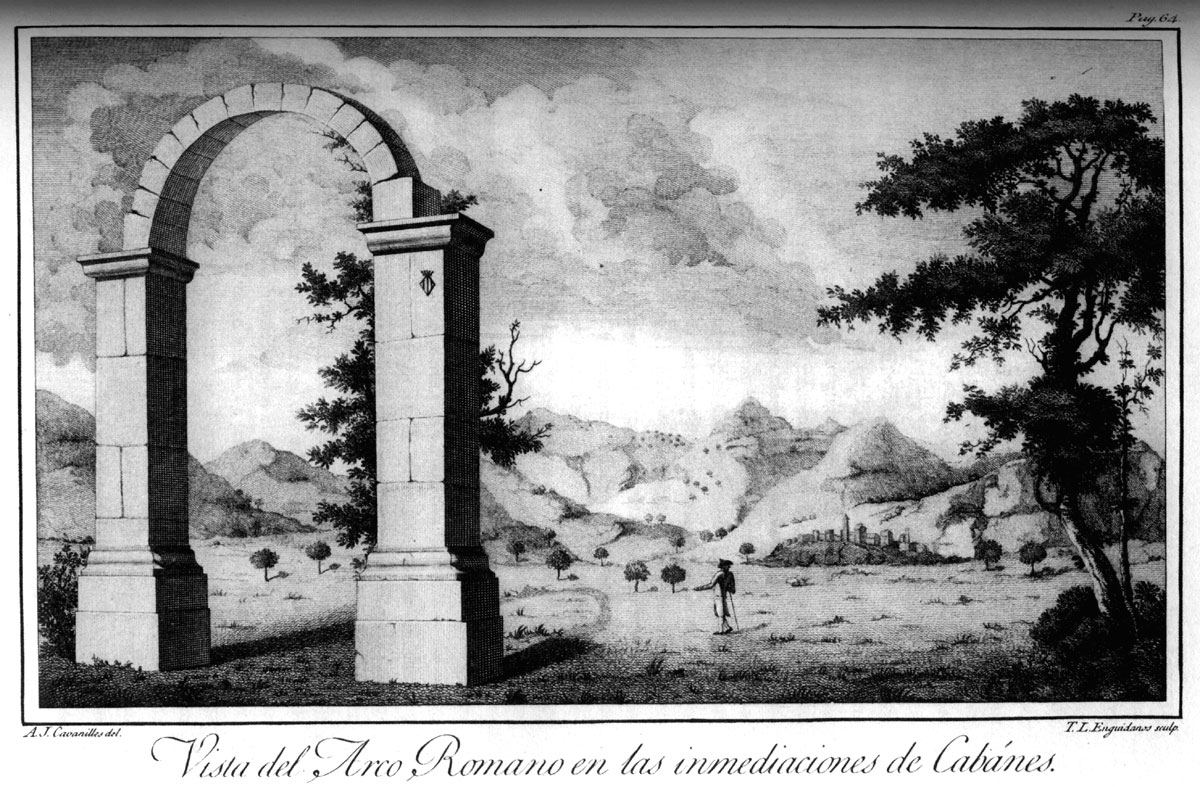
Gravure représentant l'Arc de Cabanes, 1795.

Le monument est aujourd'hui incomplet, puisqu'il manque le corps supérieur au-dessus de l'arc. Seuls sont conservés les deux piliers et l'arc, alors que l'entablement et les écoinçons ont disparu. Les seuls éléments décoratifs sont les moulures des impostes et les plinthes. Il mesure 5,80 mètres de haut et 6,92 de large.
Il est construit en pierres calcaires jointes sans ciment. Sont conservés les deux piliers quadrangulaires munis des chapiteaux et soubassements, avec la base et l'imposte moulurées. Sur ces piliers s'appuie l'arc plein cintre composé de quatorze voussoirs disposés radialement en forme de coin.